# Beachhandball-Juniorenasienmeisterschaften 2022/Juniorinnen
Das Frauenturnier der Beachhandball-Juniorenasienmeisterschaften 2022 war die zweite Austragung dieser Meisterschaft. Sie fand in Bangkok, Thailand statt und diente zur Ermittlung einer kontinentalen Meistermannschaft auf der einen Seite sowie der asiatischen Teilnehmer an den Juniorenweltmeisterschaften mehrere Wochen später auf Kreta.
Parallel zur Juniorinnenmeisterschaft fand auch die Asienmeisterschaft der Frauen statt. Anders als üblich wurden die Wettbewerbe der Frauen und Juniorinnen nicht zur selben Zeit und am selben Ort wie die der Männer und der Junioren – 2022 demnach in Teheran im Iran – durchgeführt, da Frauen in leichter Bekleidung gegen die regionalen Moralvorstellung in der Islamischen Republik verstößt.
Das Turnier war vergleichsweise schlecht besetzt, was auf die Nachwirkungen der COVID-19-Pandemie zurückzuführen war. So verzichteten beispielsweise die traditionell starken Mannschaften aus China und Taiwan auf eine Teilnahme, Vietnam trat immerhin bei den Frauen an. Da Asien drei Startplätze für die Juniorenweltmeisterschaften zustanden, qualifizierten sich alle drei teilnehmenden Mannschaften, Hongkong ohne gewonnenes Spiel und gewonnenen Satz. Auffallend war die schwache Punkteausbeute in den meisten Spielen, was zum einen an der schwachen Trefferquote lag, zum anderen daran, dass relativ wenige Zweipunktewürfe getroffen wurden.

## Turnier
| Rang | Team     | Spiele | Spiele | Spiele | Sätze | Sätze | Sätze | Tore   | Tore | Punkte |
| Rang | Team     | Sp     | S      | N      | G     | V     | +-    | T      | +-   | Punkte |
| ---- | -------- | ------ | ------ | ------ | ----- | ----- | ----- | ------ | ---- | ------ |
| 1    | Thailand | 4      | 3      | 1      | 6     | 2     | +4    | 124:92 | +32  | 6      |
| 2    | Indien   | 4      | 3      | 1      | 6     | 2     | +4    | 100:94 | +6   | 6      |
| 3    | Hongkong | 4      | 2      | 1      | 4     | 3     | +1    | 81:119 | -38  | 0      |

| 25. April, 17:00 Uhr | Indien   | – | Thailand | 2:0 (16:15, 13:12) |
| 26. April, 17:00 Uhr | Hongkong | – | Indien   | 0:2 (9:15, 12:14)  |
| 27. April, 17:00 Uhr | Thailand | – | Hongkong | 2:0 (15:12, 19:10) |
| 28. April, 17:00 Uhr | Thailand | – | Indien   | 2:0 (12:7, 17:13)  |
| 29. April, 17:00 Uhr | Indien   | – | Hongkong | 2:0 (11:7, 11:10)  |
| 30. April, 17:00 Uhr | Hongkong | – | Thailand | 0:2 (12:14, 9:20)  |

## Siegerinnen
| Gold | Silber | Bronze |
| --- | --- | --- |
| ThailandChangtom Panwasa (0) Pongsura Petcharada (0+1) Damsuk Khemjira (5+0) Wetchasan Rakruethai (28+1) Williams Pornpailin (1+1) Thongthirat Thamonwan (10+0) Khamwongsa Gritiya (27+0) Saopia Supharak (23+0) Phosri Nuengruethai* (2+0) Bunrueang Rossukon (28+0) Trainer: Wannapong Titisak Co-Trainer: Phuprasert Sompong | IndienChetna Devi (6+0) Vanshika Mehta (11+0) Esha Majumdar (5+0) Jassi (32+2/1) Anushka Ankush Chavan (16+1/1) Sanjana Kumari (30+4) Trainer: Ziarul Rahman Mondal Co-Trainer: Himaniya Naresh Prasad | HongkongCheng Hiu Lam (2+0) Zhang Sum Yuet (28+1) Cheng Wing Lam (35+0) Yeung Chun Yan (0) Kam Cheuk Lam Sophi (10+1) Lee Cheuk Ling Cherry (0) Su Wai Ling (5+1) Cheung Hoi Yan 2+3) Trainer: Chiu Chit Kwan Co-Trainer: Wong Mei Kuen |

In Klammern: erzielte Punkte+Zeitstrafen/Spielstrafen; * nur 3 Spiele bestritten

### All-Star-Team
- Torschützin: Cheng Wing Lam (35 Punkte)